# لودفيغ باور
لودفيغ باور (بالألمانية: Ludwig Bauer) (و. 1927 – م) هو جغرافي، من ألمانيا.